# 龙潭大桥 (吉林)
龙潭大桥位于中国吉林省吉林市，是跨越松花江的一座桥梁，连接昌邑区和龙潭区。1977年开工，1979年6月通车。大桥东端与滨江东路连接；西端与松江东路连接。
大桥全长455米，宽23米，双向4车道。